# IC 590/2
IC 590/2 је лентикуларна галаксија у сазвијежђу Секстант која се налази на листи објеката дубоког неба у Индекс каталогу.
Деклинација објекта је + 0° 37' 54" а ректасцензија 10h 5m 50,4s. Привидна величина (магнитуда) објекта IC 590 износи 13,5 а фотографска магнитуда 14,5. IC 5902 је још познат и под ознакама UGC 5443, MCG 0-26-18, CGCG 8-37, KCPG 223B, NPM1G +00.0288, PGC 93102.